# William Hawley Atwell
William Hawley Atwell (* 9. Juni 1869 in Sparta, Wisconsin; † 22. Dezember 1961 in Dallas, Texas) war ein US-amerikanischer Jurist. Nach seiner Berufung durch Präsident Warren G. Harding fungierte er von 1923 bis 1954 als Bundesrichter am Bundesbezirksgericht für den nördlichen Distrikt von Texas.

## Werdegang
William Atwell besuchte nach seinem Schulabschluss die Southwestern University in Georgetown (Texas), an der er 1889 den Bachelor of Arts und den Bachelor of Science erwarb. Es folgte 1891 der Bachelor of Laws an der School of Law der University of Texas in Austin, woraufhin er als Rechtsanwalt in Dallas zu praktizieren begann. Von 1898 bis 1913 amtierte er als Bundesstaatsanwalt für den nördlichen Distrikt von Texas, ehe er in seine private Praxis in Dallas zurückkehrte. Atwell gehörte der Republikanischen Partei an, die ihn 1922 als ihren Kandidaten für das Amt des Gouverneurs von Texas aufstellte. Allerdings war diese Bewerbung angesichts der damaligen Mehrheitsverhältnisse in den Südstaaten aussichtslos: Er unterlag dem demokratischen Amtsinhaber Pat Morris Neff mit 18:82 Prozent der Stimmen.
Am 30. Dezember 1922 wurde Atwell durch Präsident Harding zum Richter am United States District Court for the Northern District of Texas ernannt; damit übernahm er einen zuvor neu eingerichteten Sitz. Nach der Bestätigung durch den US-Senat, die am 9. Januar 1923 erfolgte, konnte er unmittelbar darauf sein Amt antreten. Von 1948 bis 1954 war er als Chief Judge Vorsitzender dieses Bundesgerichts. Am 31. Dezember 1954 wechselte er in den Senior Status und ging damit faktisch in den Ruhestand. Sein Sitz fiel an Joe Ewing Estes; den Vorsitz des Gerichts übernahm Thomas Whitfield Davidson. William Atwell verstarb am 22. Dezember 1961 in Dallas und wurde auf dem dortigen Sparkman-Hillcrest Memorial Park Cemetery beigesetzt.